# Haron Keitany
Haron Keitany, född den 1 januari 1984, är en kenyansk friidrottare som tävlar på 1 500 meter. 
Keitanys genombrott kom när han vann guld vid Afrikanska mästerskapen 2008 på 1 500 meter på tiden 3.43,47. Han missade precis att få delta vid Olympiska sommarspelen 2008 då han blev fyra vid kenyanska mästerskapen. 
Han avslutade friidrottsåret 2008 med att vinna guld vid IAAF World Athletics Final 2008 i Stuttgart på tiden 3.37,92. 

## Personligt rekord
- 1 500 meter - 3.30,20 (juni 2009)